# Chagarcia Medianero (ort i Spanien)
Chagarcia Medianero är en ort i Spanien.   Den ligger i provinsen Provincia de Salamanca och regionen Kastilien och Leon, i den centrala delen av landet, 140 km väster om huvudstaden Madrid. Chagarcia Medianero ligger 1 036 meter över havet och antalet invånare är 112.
Terrängen runt Chagarcia Medianero är huvudsakligen platt, men åt sydost är den kuperad. Runt Chagarcia Medianero är det glesbefolkat, med 9 invånare per kvadratkilometer. Närmaste större samhälle är Horcajo-Medianero, 2,3 km sydväst om Chagarcia Medianero. Trakten runt Chagarcia Medianero består i huvudsak av gräsmarker.